# Систематическое толкование права
Систематическое толкование права — вид интерпретационной юридической практики, состоящий в установлении смысла правовых предписаний. Вытекает из свойства системности правовых норм и позволяет установить юридические связи, которые существуют между конкретными нормами права.
Систематическое толкование признаётся всеми юристами, но не всегда понимается однозначно.

## Типы функциональных связей, учитываемых в систематическом толковании
В систематическом толковании могут быть учтены связи взаимозависимости, взаимодействия, дополнения, уточнения, корректирования, ограничения, исключения и определения.

### Связь толкуемой нормы с нормами-определениями
Требуется установить наличие в системе права норм-определений для терминов, находящихся в толкуемой норме, выявить связи между данными нормами, проверить точность соотносимости нормы-определения именно к тексту интерпретируемой нормы.

### Связь толкуемой нормы с оперативными нормами
Требуется установление отмены действующих норм права, распространения их действия на другой круг общественных отношений, пролонгации нормы на другой срок действия.

### Связи отсылочных статей
В случае частичного отражения в статье элементов нормы требуется установить наличие отсылочных норм.

### Связи бланкетных норм
Охранительные нормы бланкетного характера — это нормы, устанавливающие ответственность за нарушение каких-либо других норм определённого рода (например, за нарушение санитарно-эпидемиологических правил и т. д.). В отличие отсылочных норм они не указывают конкретный нормативно-правовой акт, его единицу (статью и т. д.).